# Список банків Ізраїлю

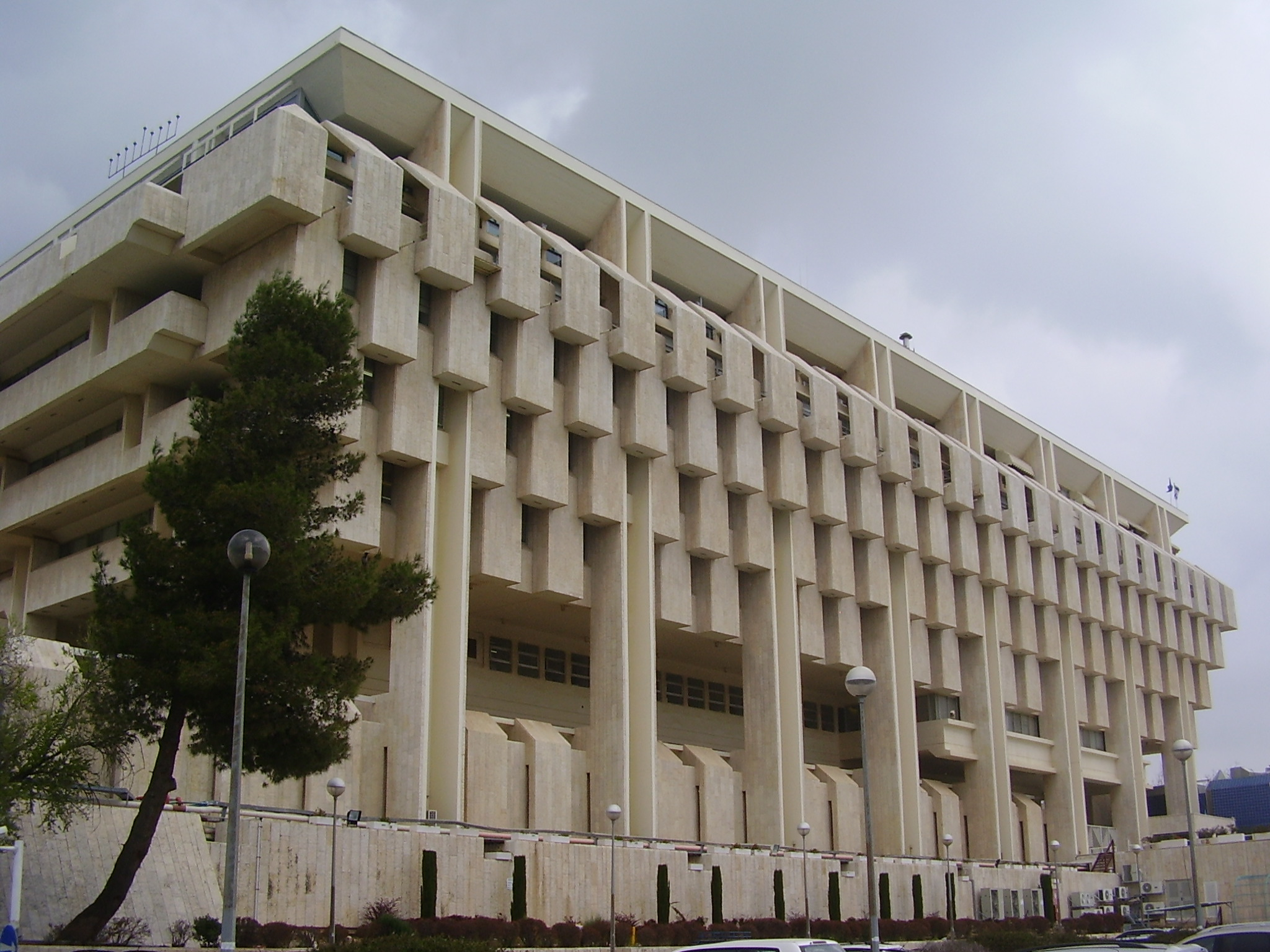
Штаб-квартира ЦБ у Єрусалимі (2006)

У цьому списку представлені місцеві і іноземні банки Ізраїлю. Станом на серпень 2017 року в Ізраїлі діяли центральний банк, ізраїльські комерційні банки, відділення іноземних банків, компанії, що займаються випуском кредитних карток, і спеціалізовані організації. Також ряд банківських послуг в Ізраїлі надає Поштовий банк, який є частиною державної пошти.

## Центральний банк
| Банк         | Засновано |
| ------------ | --------- |
| Банк Ізраїлю | 1954      |

## Великі банки
| Банк                            | Засновано |
| ------------------------------- | --------- |
| Банк Апоалім                    | 1921      |
| Банк Леумі                      | 1902      |
| Банк Мізрахі-Тфахот             | 1923      |
| Перший міжнародний Банк Ізраїлю | 1972      |
| Ізраїльський Банк Дисконт       | 1935      |

## Інші банки
| Банк                    | Засновано |
| ----------------------- | --------- |
| Банк Меркантіль-Дисконт | 1971      |
| Банк Єрусалима          | 1963      |
| Банк Отсар Ха-Хаяль     | 1946      |
| Банк Ігуд               | 1951      |
| Банк Массад             | 1929      |
| Банк Яхав               | 1954      |
| Дексіа Банк             | 1953      |
| Поал Агудат             | 1977      |
| U Банк                  | 1934      |

## Поштовий банк
| Назва         | Засновано |
| ------------- | --------- |
| Поштовий Банк | 1951      |

## Іноземні банки
| Банк                 | Засновано |
| -------------------- | --------- |
| БНП Паріба Ізраїль   | 1996      |
| Сітібанк Ізраїль     | 1996/2000 |
| HSBC Israel          | 2001      |
| Державний Банк Індії |           |
| Барклайс Банк        |           |

## Кредитні компанії
| Назва                     |
| ------------------------- |
| Cal - Israel Credit Cards |
| Леумі Кард                |
| Isracard                  |
| Europay (Eurocard) Israel |
| Poalim Експрес            |
| Дайнерс Клаб Ізраїль      |